# Wugigarra kalamai
Wugigarra kalamai är en spindelart som beskrevs av Huber 200. Wugigarra kalamai ingår i släktet Wugigarra och familjen dallerspindlar.
Artens utbredningsområde är Western Australia. Inga underarter finns listade i Catalogue of Life.